# Російська окупація Харківської області
Російська окупація Харківської області – це тривала військова окупація, яка почалася 24 лютого 2022 року після того, як російські війська вторглися в Україну та почали захоплення та окупацію частини Харківської області України. Обласний центр Харків не був захоплений російськими військами, проте інші міста, зокрема Ізюм, Куп’янськ та Балаклія, були захоплені російськими військами і деокуповані ЗСУ в результаті наступальних дій на Харківщині у вересні 2022 року.
8 липня 2022 року Віталій Ганчев, призначений Російською Федерацією керівник харківської зони окупації, заявив, що Харків є «невіддільною» частиною російської території та Російська Федерація має намір анексувати Харків.
На початку вересня 2022 року Україна почала масштабну контрнаступальну операцію, повернувши собі населені пункти в області та ліквідувавши численні окупаційні військові чи військово-цивільні адміністрації. До 11 вересня Російська Федерація втратила більшість раніше окупованих нею населених пунктів області, в тому числі Куп'янськ та Вовчанськ, де базувалася російська окупаційна адміністрація. Окупованою залишається невелика малонаселена частина області на межі з Луганською областю та Росією.

## Окупація

### Ізюм
Місто Ізюм було захоплено російськими військами 8 березня 2022 року, розпочавши російську військову окупацію міста.
4 квітня 2022 року The Guardian повідомила, що на основі повідомлень очевидців мешканців та військових чиновників тривають інтенсивні бої поблизу Ізюма. Як повідомляє The Guardian, жителі міста три тижні прожили у своїх підвалах без електрики, опалення та води. У звіті також стверджується, що російські солдати підготували списки осіб, на яких потрібно «полювати», власників зброї, багатих людей та інших, яких вважають «небезпечними», таких як бізнесмени, активісти, військові та їхні родини. Російську армію також звинуватили у забороні пропуску гуманітарних конвоїв, поки в місті закінчувалися продукти та медикаменти.
10 квітня кілька представників американської оборони заявили, що російські війська збираються в Ізюмі в рамках підготовки до наступальної кампанії між Ізюмом і Дніпром. Повідомляється, що з 5 квітня російські війська передислокували свої сили з київського та сумського напрямку до Ізюма.
18 квітня Україна заявила про повернення «ряду населених пунктів» в районі Ізюма або поблизу нього. Російські війська в місті почали масову депортацію жителів міста на територію Російської Федерації.
21 квітня Росія призначила Віталія Ганчева головою російської окупаційної адміністрації в Харківській області. 6 липня Ганчев заявив, що Російська Федерація має намір створити в Харкові 4 окупаційні райони.

### Великобурлуцька селищна громада
Великобурлуцька селищна громада була захоплена російськими військами у березні 2022 року, під час російського вторгнення в Україну у 2022 році, розпочавши військову окупацію, яка перетворилася на «військово-цивільну адміністрацію». 11 липня 2022 року внаслідок підриву автомобіля загинув призначений Російською Федерацією керівник військово-цивільної адміністрації Євген Юнаков.

### Балаклія
Місто Балаклія було спочатку захоплене проросійськими силами 3 березня 2022 року на ранніх етапах російського вторгнення.

## Деокупація
6 вересня 2022 року Збройні сили України провели великий контрнаступ на балаклійському напрямку, звільнивши прилеглі населені пункти та передмістя, зокрема Вербівку, Нову Гусарівку та Байрак.
До 8 вересня 2022 року українські війська повністю відвоювали місто. Пізніше було оприлюднено відео, на якому українські військові вивішують український прапор на будівлі райдержадміністрації, а на землі лежить російський прапор.
До вечора 8 вересня українські війська пройшли понад 50 км і вже були на околицях автомобільного та залізничного вузла Куп’янська, потенційно перериваючи російську лінію постачання та зв’язку на південь до Ізюма.
10 вересня Україна відбила Ізюм, припинивши військову окупацію в місті.